# آب‌درمانی (فیلم)
آب‌درمانی (انگلیسی: The Water Cure) یک فیلم کمدی صامت کوتاه به کارگردانی ویلارد لوئیس است که در سال ۱۹۱۶ منتشر شد. از بازیگران این فیلم می‌توان به اولیور هاردی، السی مک‌کلاد، فلورنس مک‌لاکلین و بیلی روژ اشاره کرد.